# John Brosnan
John Raymond Brosnan (Perth, Australia Occidental, 7 de octubre de 1947 - Londres, 11 de abril de 2005)fue un crítico de cine y escritor australiano de obras de ficción y no ficción en los géneros de fantasía y ciencia ficción. 
Publicó bajo los seudónimos de Harry Adam Knight, Simon Ian Childer(ambos usados a veces junto con Leroy Kettle), James Blackstone (usado junto con John Baxter) y John Raymond. Tres películas se basaron en sus novelas: Beyond Bedlam (también conocido como Nightscare), Proteus (basada en Slimer) y Carnosaur. Además de ciencia ficción, también escribió varios libros sobre cine y fue columnista habitual de la popular revista británica Starburst y del cómic 2000 AD. La Universidad de Liverpool tiene una colección de su trabajo que consta tanto de material publicado como de borradores.
Falleció en Londres el 11 de abril de 2005 a causa de una pancreatitis aguda.

### Serie
- Serie señores del cielo
  - Los señores del cielo (1988)
  - La guerra de los señores del cielo (1989)
  - La caída de los señores del cielo (1991)
- Serie maldita y elegante
  - Malditos y elegantes (1995)
  - Ten demonio, viajará (1996)
- Serie de nave nodriza
  - Nave nodriza (2004)
  - El despertar de la nave nodriza (2005)

### Novelas
1. Como John Brosnan:

- Nave espacial (1981)
- El abismo de Midas (1983)
- La invasión del opopónaco (1993) Como James Blackstone con John Baxter:

- Incendiado (1986)

2. Como Harry Adam Knight con Leroy Kettle.
- Más delgado (1983)
- The Fungus (1985) (reeditado en 1990 como Death Spore)
- Caos (1992).

3. Como Simon Ian Childer con Leroy Kettle:
- Zarcillos (1986).

4. Como Harry Adam Knight:
- Carnosaurio (1984).

5. Como Simon Ian Childer:
- Gusano (1988)

#### Cuentos
- Tienda de chatarra (publicado en SF Digest, 1976)
- Conversación en una nave espacial en Warp-Drive (1975)
- Un ojo en el paraíso
- El único cuento de El caballo blanco.

#### Novelización de televisión
Serie Bulman (como John Raymond):
- Hielo fino (1987).

Serie Perspectivas (como John Raymond):
- Fin de semana sucio (1986).
- Socios en salmuera (1986).

#### Humor
- El libro de la película sucia (1988) con Leroy Kettle (como Leroy Mitchell).

### Contenido que no es de ciencia ficción
- James Bond en el cine (1972)
- Movie Magic: La historia de los efectos especiales en el cine (1974)
- La gente del terror (1976)
- Tiempo futuro: el cine de ciencia ficción (1978)
- James Bond sólo para tus ojos 007 (1981) (con Tony Crawley)
- The Primal Screen: Una historia de la película de ciencia ficción (1991)
- Hollywood balbucea (1998)
- ¡Luces, cámara, magia! (1998)
- Scream: La guía no oficial de la trilogía Scream (2000)

### Cómics

#### 2000 AD
Noche Cero (con Kev Hopgood):
- "Night Zero" (en 2000 d. C. # 607-616, diciembre de 1988 - marzo de 1989)
- "Beyond Zero" (en 2000 dC # 630-634, 645-649 y 665-666, junio de 1989 - febrero de 1990)
- "Lost in Zero" (en 2000 AD Anual 1991, septiembre de 1990)
- "Below Zero" (en 2000 d. C. # 731-745, mayo-agosto de 1991)

### Películas
- The Play of Daniel (1961).
- Fisher's ghosts (1963).
- The Play of herod (1964).
- Brave New Worlds: The Science Fiction Phenomenon (1993).
- Carnosaur (1993).
- Proteus (1995).